# AutoIt
AutoIt je freewarový skriptovací jazyk pro automatizaci úloh v prostředí Microsoft Windows.
AutoIt je určen především k vytváření automatizačních skriptů pro programy v prostředí Microsoft Windows. AutoIt lze použít například k automatizaci instalace stejného programu na několika desítkách počítačů. Zdrojové kódy v jazyce AutoIt se nazývají skripty, používají příponu *.au3 (toto platí pro AutoIt verze 3). Skripty lze zkompilovat do spustitelných souborů *.exe (autoři skriptů jsou ovšem varováni, že existuje možnost skripty zpětně dekompilovat - Decompiling FAQ). Pro AutoIt verze 3 byla ve srovnání s předešlými verzemi přepracována syntaxe jazyka tak, aby byla bližší ostatním základním programovacím jazykům. Syntaxe je podobná programovacímu jazyku Visual Basic.
AutoIt obsahuje i integrované vývojové prostředí (IDE), na domovských stránkách AutoIt3 je ke stažení vývojové prostředí obsahující kompilátor a editor podporující zvýraznění syntaxe. AutoIt od verze 3.2.10 přináší podporu pro 64bitové operační systémy a od verze 3.2.4 podporu Unicode. AutoIt má integrovány základní funkce a makra.
Vývojáří zveřejnili i budoucnost aplikace (aneb co není v TODO listu).

## Příklad použití

### Proměnné
Proměnné jsou definovány podobně jako u většiny jazyků, jméno proměnné začíná znakem "$".
Příklad:
```
Dim
 
$promenna1
,
 
$promenna2

$promenna1
 
=
 
"10"

$promenna2
 
=
 
"20"

```

### Hello world:
```
#include
 
<
MsgBoxConstants
.
au3
>

MsgBox
(
$MB_OK
,
 
"Title"
,
 
"Hello, world!"
)

```

## Operátory
Operátory jsou podobné jako u ostatních programovacích jazyků, např. +, -, *, /, <, >, =